# Ahja jõgi
Ahja jõgi är ett vattendrag i Estland. Floden är 104 km lång och är ett sydligt högerbiflöde till Emajõgi. Källan ligger i sjön Erastvere järv i landskapet Põlvamaa. Den rinner strax öster om småköpingen Ahja som gett floden dess namn. Den rinner igenom sjöarna Ahijärv och Võngjärv, båda belägna i landskapet Tartumaa. Ahja jõgi sammanflödar med Emajõgi 9 km före dess utflöde i sjön Peipus.

## Galleri

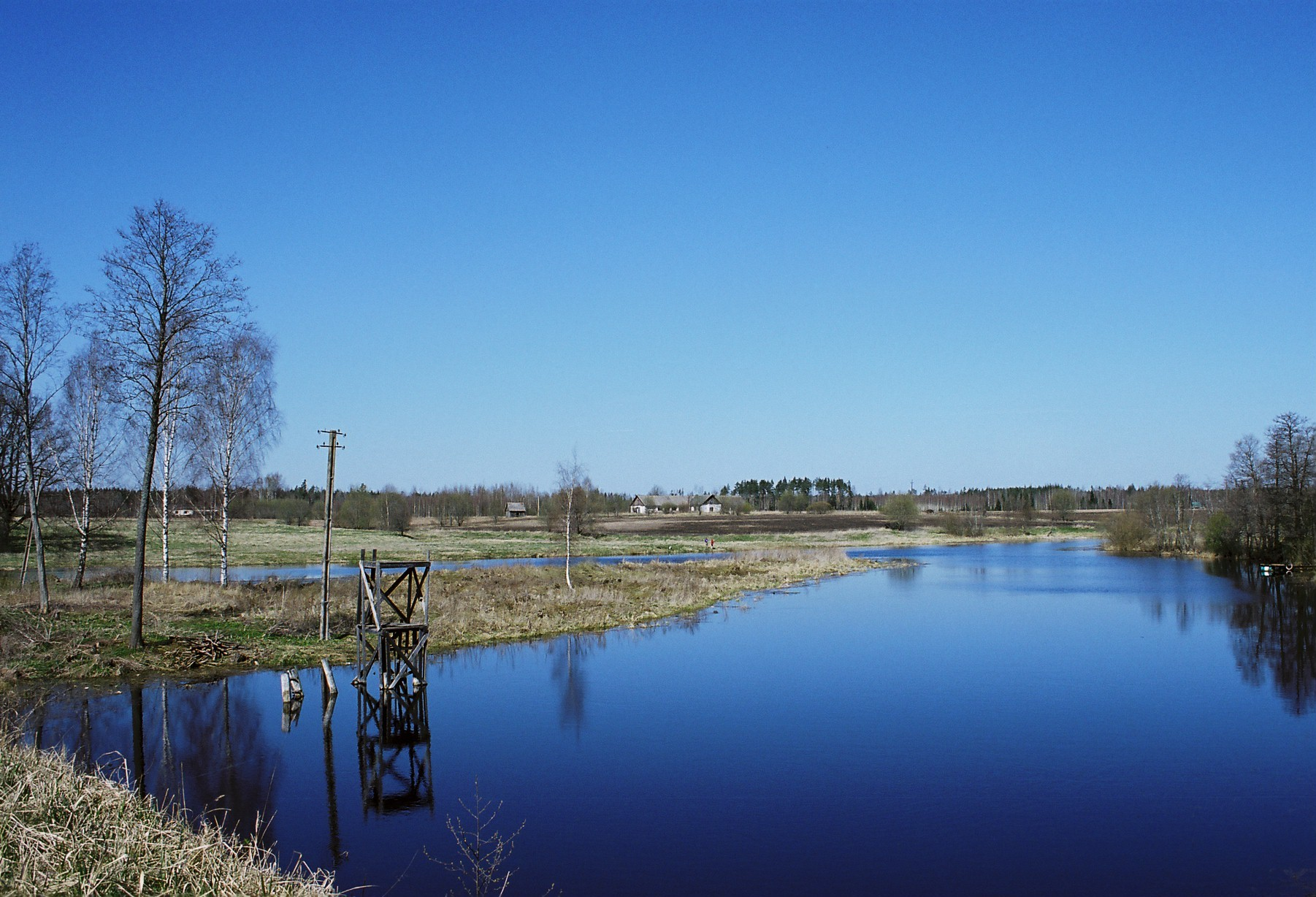
Ahja vid byn Lääniste 2008.
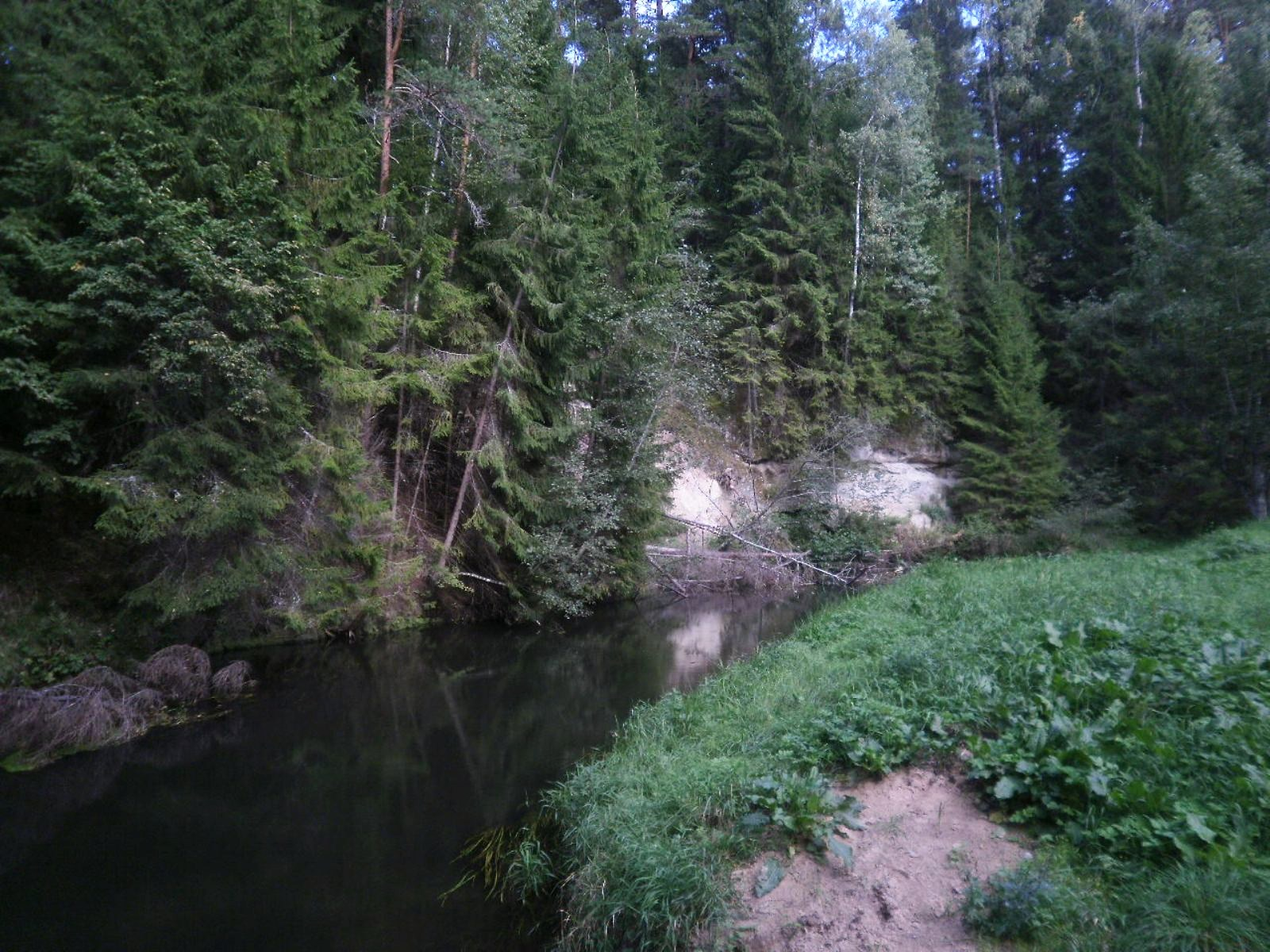
Ahja i närheten av Valgemetsa.
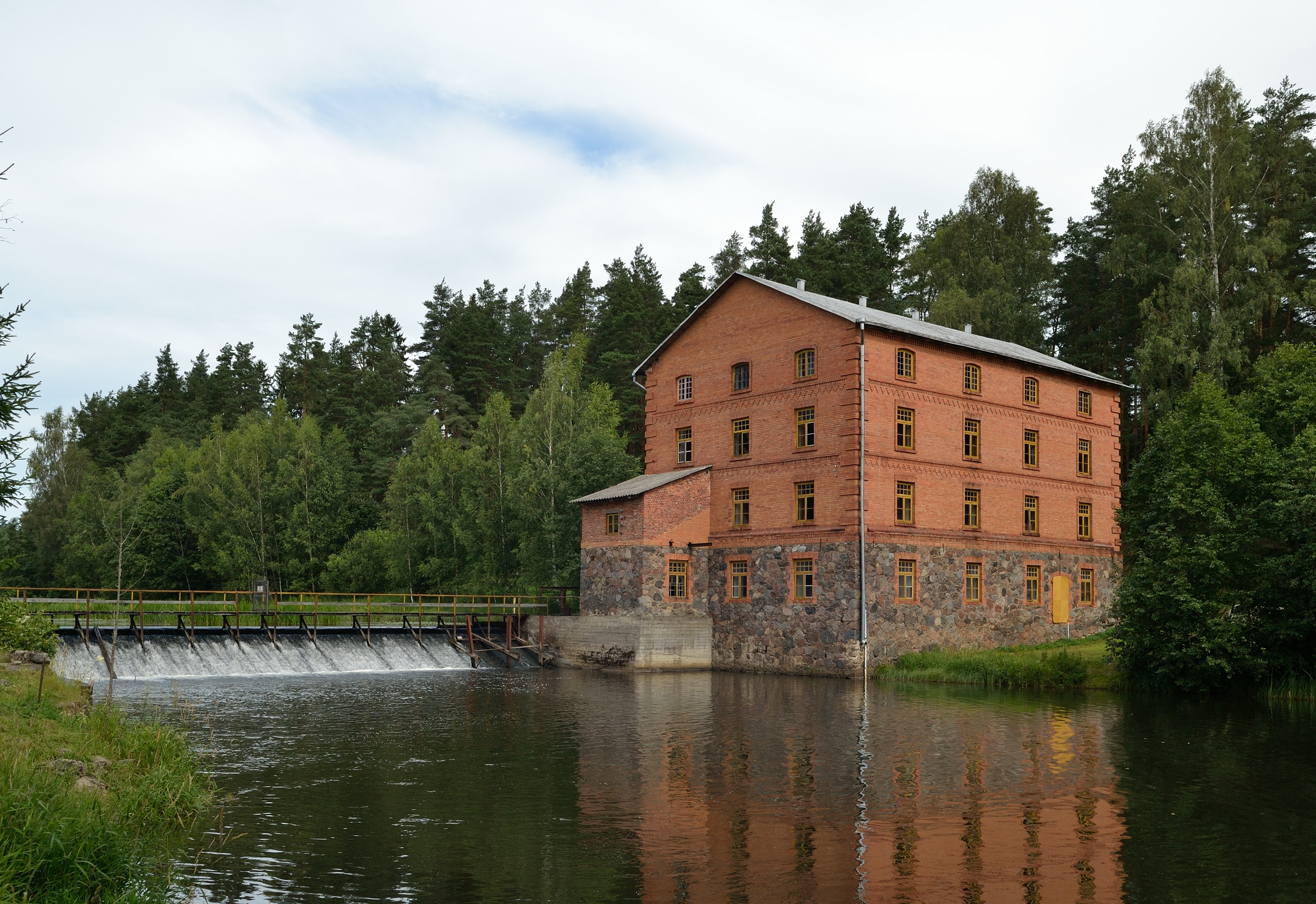
Kiidjärve vattenkvarn, byggd 1914.
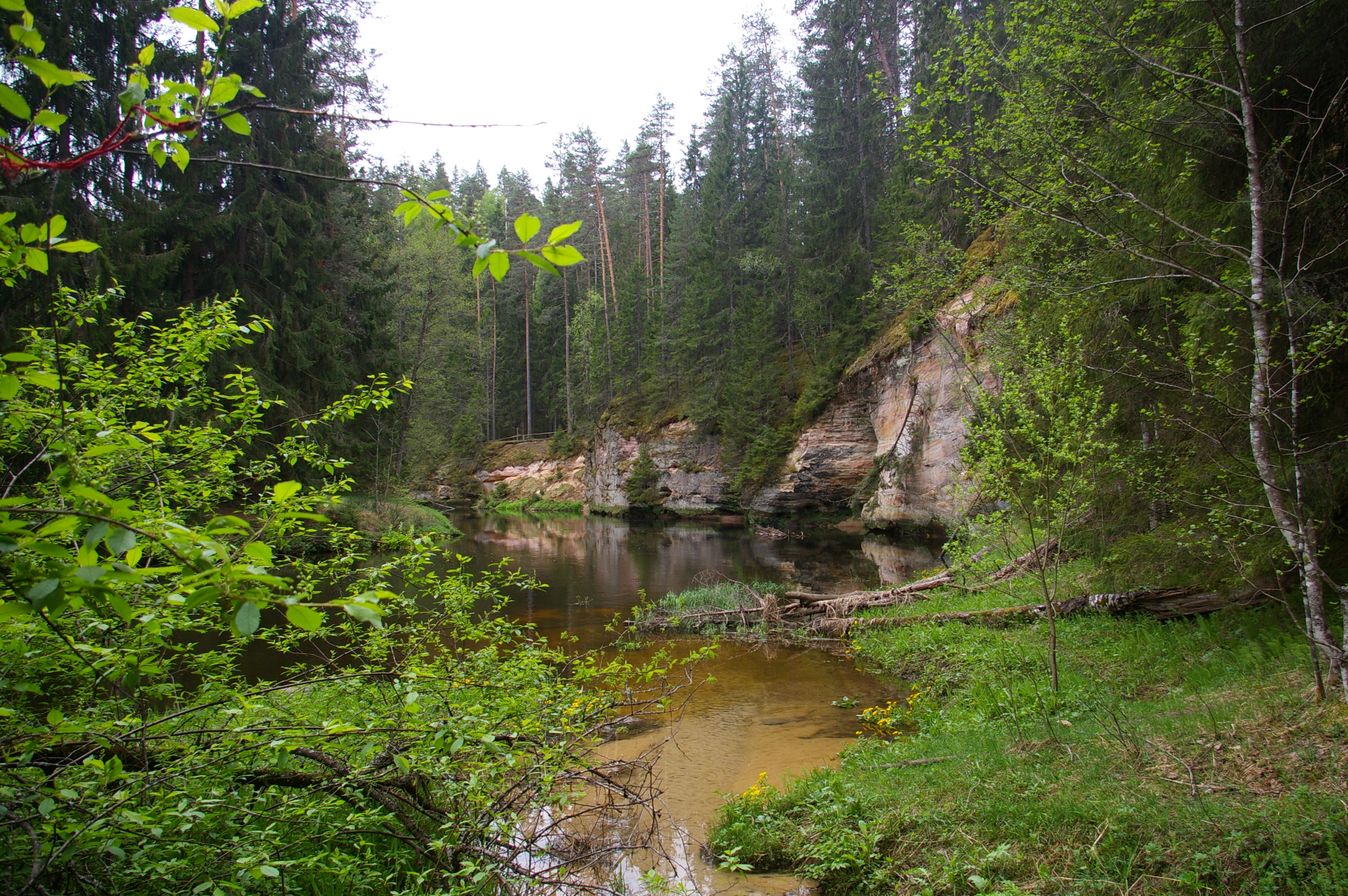
Taevaskoja
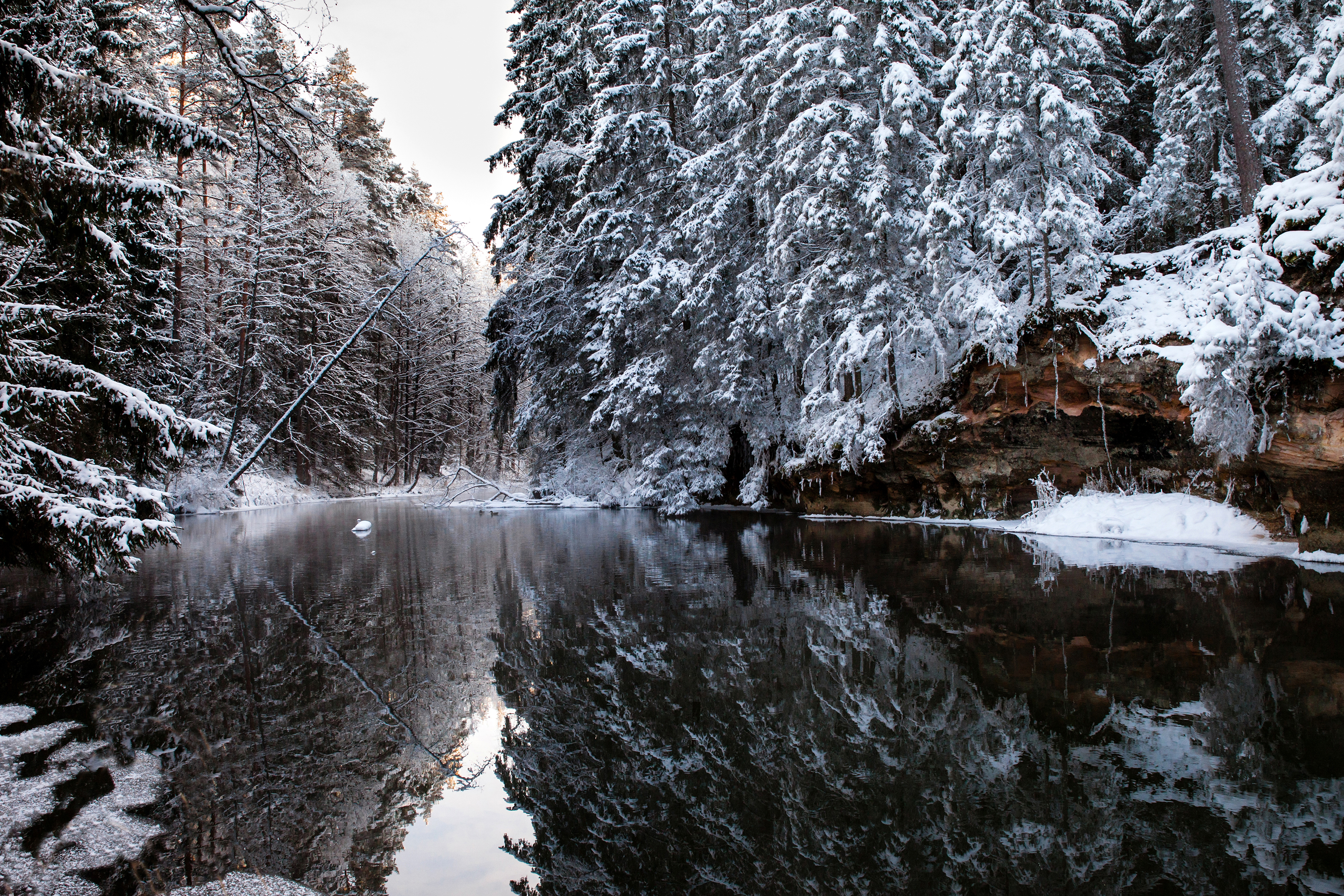